# BBÖ VT 50
Der BBÖ VT 50 war ein Verbrennungsmotor-Triebwagen der Bundesbahnen Österreich (BBÖ). Er war ein vierachsiger Triebwagen mit ursprünglich mechanischer Kraftübertragung und wurde von Renault gefertigt. Der Wagen war nur bis 1939 im Einsatz und wurde während dieser Zeit mehrfach umgebaut.

## Geschichte und technische Daten
Der Wagen war von den BBÖ 1929 bei Renault für die Privatbahn Schwarzenau–Zwettl bestellt worden, mit deren Betrieb die Staatsbahnen seit der Eröffnung beauftragt waren. Stationiert wurde er jedoch nach seiner Abnahme im Juli 1929 in Mistelbach. Im Betrieb bei den BBÖ vermochte er nicht zu überzeugen. Als erste Umbaumaßnahme wurde er schon 1931 mit einem neuen Motor von Gräf & Stift ausgerüstet. Später wurde noch die mechanische Leistungsübertragung durch ein Strömungsgetriebe ersetzt. 1938 wurde der Wagen von der Deutschen Reichsbahn übernommen und als 773 bezeichnet. 1939 wurde der Wagen nach längerer Abstellung zum Personenwagen umgebaut. Im Laufe des Krieges ist das Fahrzeug verloren gegangen.

## Fahrzeugaufbau
Das Fahrzeug wich in seinem Aussehen stark von allen anderen Fahrzeugen bei den BBÖ ab. Er wurde als kantig bezeichnet und besaß zwei große Stirnfenster. Das stählerne Untergestell war mit einem Sprengwerk versteift. Die Maschinenanlage des Wagens beanspruchte ungefähr ein Drittel der Fahrzeugfläche, die anderen zwei Drittel boten Platz für 70 Reisende. Auffällig an dem Wagen waren die schmalen Fensterstiele, die fast den Eindruck einer seitlichen Vollverglasung vermittelten. Zugänglich war der Fahrgastraum durch einen Mitteleinstieg.
Die Antriebsanlage des Fahrzeuges war in einer Maschinenkammer untergebracht. Der Motor von Renault, der bei 1.000/min Drehzahl eine Leistung von 81 kW (110 PS) abgab, war direkt mit dem Vierganggetriebe verbunden. Er galt als Langhuber, bei 110 mm Zylinderdurchmesser betrug der Kolbenhub 160 mm. Etwas außergewöhnlich war die Kraftübertragung. Das Schaltgetriebe lag etwas oberhalb des Wagenfußbodens und war ebenfalls in der Maschinenkammer platziert. Es wurde über Kettenzüge geschaltet. Über Gelenkwellen wurden vom Getriebeausgang die beiden Antriebsräder des Triebdrehgestelles angetrieben. Beim Betrieb des Fahrzeuges kam es zu einer ungleichmäßigen Massenverteilung im Fahrzeug, wodurch ein unruhiger Lauf folgte. Daraufhin wurde der Wagen als nicht betriebsfähig bezeichnet.